# Tåssjö landskommun
Tåssjö landskommun var en tidigare kommun i dåvarande Kristianstads län.

## Administrativ historik
Kommunen bildades i Tåssjö socken i Norra Åsbo härad i Skåne när 1862 års kommunalförordningar trädde i kraft. 
Vid kommunreformen 1952 uppgick kommunen i Munka-Ljungby landskommun som 1971 uppgick i Ängelholms kommun.

## Politik

### Mandatfördelning i Tåssjö landskommun 1942-1946
| 9 | 11 |

| 19 |

| 11 | 9 |

| 20 |